# نهر الملك (أستراليا)
نهر الملك (المقاطعة الشمالية) هو نهر يقع في المقاطعة الشمالية بأستراليا، وهو أحد روافد نهر دالي (Daly River)، الذي يصب في نهاية المطاف في بحر تيمور.